# Urbano Orad de la Torre
Urbano Orad de la Torre (Melilla, 3 de maig de 1904 - Sevilla, 17 de setembre de 1982) va ser un militar espanyol, oficial d'artilleria i francmaçó (membre del Gran Orient d'Espanya).

## Biografia
Nascut el 1904 en Melilla, va ingressar en l'Acadèmia d'Artilleria el 1921. Abans de la Guerra, durant la Segona República Espanyola va ser un dels fundadors de la Unió Militar Republicana Antifeixista (UMRA) i important col·laborador de Eleuterio Díaz-Tendero Merchán (president i fundador de la UMRA). També va estar afiliat al Partit Socialista Obrer Espanyol (PSOE), al qual es va unir el maig de 1931.

### Guerra Civil
En produir-se la revolta, es trobava a Madrid, en situació d'excedència de l'Exèrcit, i era ajudant d'obres públiques en la 2n Prefectura de Ferrocarrils, ja que exercia des de començaments de la República. El 18 de juliol de 1936 es va dirigir al Ministeri de la Guerra, situat al Palau de Benavides, per a rebre ordres. El primer ministre Casares Quiroga es va reunir amb ell i altres oficials de baixa graduació, i els va dir que esperava sufocar la revolta sense necessitat d'armar la població. Es va dirigir llavors al Parc d'Artilleria, on havia estat destinat. Allí estava al comandament el tinent coronel Rodrigo Gil Ruíz, amic seu i socialista també. Al Parc es va trobar amb aquest, que li proporcionà peces d'artilleria amb les quals es va dirigir a la Caserna de la Montaña. Aquesta ràpida acció li faria ser famós, perquè va ser un dels primers a disparar una peça d'artilleria contra el Caserna de la Montaña en els començaments de la defensa de Madrid. La seva popularitat en Madrid en els primers dies de l'aixecament es deu al fet que va dirigir un lloc artiller de dues peces (del 7,5 i del 15,5) al carrer Ferraz, donat suport de diversos civils i alguns milicians. Les peces artilleres van ser les que van obrir buits a les muralles de la Caserna i per les quals finalment es va poder entrar a l'aquarterament.
Va fer gairebé tota la guerra als fronts del Sud, menys en la desafortunada acció sobre Illescas, a l'octubre de 1936. Oreu va manar en aquella ocasió una unitat de circumstàncies formada per tres columnes al comandament de Rojo, Puigdendolas i Modesto. Els tres caps coincideixen en la falta de capacitat de comandament i en la conducta una miqueta arbitrària d'Oreu. Destituït, va ser destinat a l'Exèrcit del Sud, al capdavant de la 22a Divisió formada per tres brigades mixtes (51a, 78a i 93a). Això va passar el maig de 1937, poc després que Negrín formés Govern. Després s'incorpora a l'acabat de crear Exèrcit d'Andalusia; mana la 20a Divisió del IX Cos d'exèrcit. A mitjan abril de 1938, després de la pèrdua de Vinaròs (dia 15), segueix al capdavant de la mateixa unitat amb el lloc de comandament a Andújar. El 5 de maig de 1938 va ascendir per antiguitat al grau de tinent coronel, amb el qual acabaria la guerra. Oreu es va mantenir en el seu lloc en l'Exèrcit d'Andalusia fins pràcticament el final de la contesa. El 17 de març de 1939 va ser nomenat comandant militar de la plaça d'Almeria, en substitució de Germán Garay Ibáñez, on es va mantenir fins als últims dies de la guerra. Es va negar a lliurar la ciutat als quintacolusnistes que a poc a poc van anar ocupant edificis de la ciutat. Va arribar a ordenar fins i tot un tret d'avís per a evitar que el canoner Canovas del Castillo entrés al port d'Almeria. Finalment va cedir el comandament al comandant Antonio Burgos, qui el va passar després al capità Cuesta.

### Postguerra
Després de la Guerra no es va exiliar i després de ser empresonat pel franquisme, va ser condemnat a mort per "rebel·lió militar" però li va ser commutada la pena. Important va ser la mediació de la viuda de Joaquín Garcia Morato, que va arribar a entrevistar-se amb Franco. Aquesta mediació es va deure al fet que Oreu va facilitar la passada al bàndol rebel a García Morato, que es trobava a Madrid a l'inici de la revolta. Va tenir diversos judicis en rebel·lia que li van separar del seu ofici com a artiller, però es va acollir a la gràcia per a oficials republicans, sortint de presó el 1946. Va acabar vivint a Sevilla, on va exercir com a professor de matemàtiques en l'ensenyament privat, obrint la seva pròpia acadèmia, l'Acadèmia «Oreu». Durant els anys del franquisme va continuar militant en el PSOE, formant part del grup del PSOE a l'interior liderat per Antonio Amat. Va ser detingut el 1947 en caure el Comitè de Sevilla i el 1958 en una batuda a nivell nacional contra el PSOE. Es va casar amb Josefa Aragón Sanz (1914-2003) amb la que va tenir tres fills: la famosa ballarina María Rosa, José i Ana María. Va morir a Sevilla el 17 de setembre de 1982.